# Srŏk Bâvĭl
Srŏk Bâvĭl är ett distrikt i Kambodja.   Det ligger i provinsen Battambang, i den västra delen av landet, 290 km nordväst om huvudstaden Phnom Penh. Antalet invånare är 79 035.